# Langues au Bénin
56 langues locales sont présentes au Bénin.

## Langue officielle
La langue officielle du Bénin est le français. En 2024, le Bénin a une population francophone de 33,7 %, soit 4 873 000 personnes dont 0,8 % a le français comme langue maternelle, soit environ 110 000 personnes qui vivent principalement en ville. 4 758 000 ont le français comme langue seconde, soit 32,90% sur une population totale de 14 463 000. Le prestige de cette langue comme langue officielle, langue des médias et langue de communication entre les différentes ethnies pousse à son apprentissage, notamment en milieu urbain. Le français est la seule langue dans l'enseignement primaire.
Une variété de français dénommée français d'Afrique s'est développée dans les rues et les marchés de Cotonou. Il s'agit d'un parler presque argotique. Le français standard, parlé dans les écoles, mais aussi au sein des familles dites « scolarisées » et le français surtout utilisé pour « épater » et qui n’est pas bien interprété font partie également des différents types de français parlés au Bénin. En accord avec la loi, le français représente la langue du gouvernement dans le sens où le français est la seule langue qui doit être parlée au sein des institutions béninoises telles que : le Parlement, la présidence, l’administration, la justice et l’éducation. Par ailleurs, dans les tribunaux, beaucoup d’autres langues, plus précisément le fon, le yoruba et le bariba sont autorisées. Les décisions rendues publiques par le juge sont en français mais peuvent être traduites par le tribunal dans une autre langue au besoin.
Le Bénin est membre de l'Organisation internationale de la francophonie de même que de l'Assemblée parlementaire de la francophonie.
La région du Bénin de Gi-Mono est membre de l'Association internationale des régions francophones.
Les villes d'Abomey, de Cotonou, de Nikki, de Parakou, de Bohicon, de Covè, de Lokossa, d'Ouidah, de Porto-Novo et de Zogbodomey, de même que l'Association des Communes de l'Atlantique et du Littoral (ACAL), l'Association des Communes du Mono et du Couffo, l'Association nationale des communes du Bénin (ANCB), l'Union des Communes du Zou ainsi que le Groupement Intercommunal du Mono font partie de l'Association internationale des maires francophones.
En 2014, 57,3  % des habitants de la capitale économique Cotonou de 15 ans et plus savent lire et écrire le français, tandis que 58,6  % savent le parler et le comprendre.

## Langues nationales

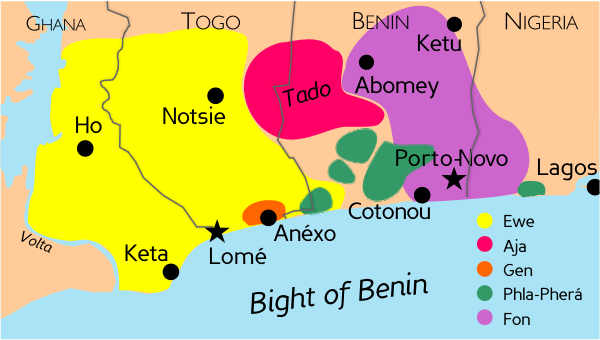
Répartition des principales langues gbe (d'après Capo 1988, 1991)

Les langues nationales sont le fon, le yorouba, le bariba, le yom, le goun, l'adja, l'ayizo et plus d'une quarantaine d'autres. Le fon est la langue nationale la plus parlée (par 36 % de la population, et la langue maternelle de plus de 26 %), elle est principalement présente dans le centre et le sud du pays, notamment à Cotonou, Porto-Novo ou encore Abomey. Les Fon représentent 17% de la population béninoise. La langue fon est parlée du Sud jusqu'au Nord-Bénin et fait du groupe ethnique Fon une importante ethnie au Bénin. La langue yoruba est parlée dans tous les départements du Bénin dans les maisons. Du fait que les différents groupes ethniques sont installés un peu partout dans d'autres États de la sous-région ouest africaine, du fait des différentes langues nationales, des langues transfrontalières.
| Part | Langue                               | Localisation              |
| ---- | ------------------------------------ | ------------------------- |
| 36%  | Fon, Gun-gbe, Aïzo, Tofin, Kotafon   | Centre et sud             |
| 16%  | Yorouba, Tchabè, Idaasha, Ifè, Koura | Centre, Nord-Ouest et sud |
| 14%  | Bariba                               | Nord-Est                  |
| 14%  | Adja, xla, Mina                      | Sud                       |
| 6%   | Ditammari, Waama                     | Nord ouest                |
| 3%   | Yom, Nawdm, Tanéka                   | Nord-ouest                |
| 1%   | Dendi, Zarmas                        | Nord                      |
| 1%   | Lokpa, Kotokoli, Kabiyè.             | Nord-ouest                |
| 1%   | Anii                                 | Nord-ouest                |
|      | Biali                                |                           |
|      | Lokpa                                | Nord ouest                |
|      | Mbèlimè                              |                           |
|      | Foodo                                |                           |
|      | Wémègbé                              | Sud                       |
|      |                                      |                           |
|      |                                      |                           |

## Autres langues
Kotafon, sèto-gbe, baa, tòbu

### Anglais
L'anglais est surtout parlé par des Nigérians qui font du commerce au Bénin. Il est parlé et compris à des degrés divers par au moins 500 000 Béninois (dont des étudiants). Le nombre de locuteurs de l'anglais reste cependant modeste, face aux perspectives commerciales du géant nigérian anglophone.

### Espagnol
L'espagnol est étudié par 412 515 personnes au Bénin en 2014. L'allemand est également enseigné à Cotonou.

## Recensement de 2013
Deux questions portant sur les langues ont été posées :
- Principale langue parlée : Quelle est la principale langue parlée par (NOM) dans le ménage ? (résultats non divulgués ?)
- L'alphabétisation faisant la distinction entre le français et les langues nationales dans leur ensemble[5].